# Molophilus natalicolus
Molophilus natalicolus är en tvåvingeart som beskrevs av Alexander 1958. Molophilus natalicolus ingår i släktet Molophilus och familjen småharkrankar. Inga underarter finns listade i Catalogue of Life.